# Perrenjas
Perrenjas là một đô thị trong quận Librazhd thuộc hạt Elbasan, Albania. Dân số năm 2005 là 6614 người.